# Sankt Pölten
Sankt Pölten ili St. Pölten (hrv. Sveti Hipolit, skraćeno Sv. Hipolit) je statutarni grad u Austriji i glavni grad savezne države Donje Austrije. U gradu živi 53.445 stanovnika.

## Geografske karakteristike
Sankt Pölten leži na obalama rijeke Traisen, 60 kilometara zapadno od Beča, između padina Alpa i Dunava.

## Povijest
Već u neolitu nastaju prva naselja na mjestu današnjeg Sv. Hipolita. U rimsko doba postoji grad Aelija Ketijum (lat. Aelia Cetium) koji se broji u glavna naselja rimske provincije Norik. Propadanjem rimskog carstva i Aelija Ketijum gubi svoje značenje i dalje se ne nalazi u pisanim izvorima. Tek 799. godine spominje se naselje Trajsma.
Oko 771. godine osnovan je benediktinski samostan posvećen svetom Hipolitu, po kojim je kasnije i naselje dobilo ime. Godine 1050. naselje dobiva pravo trgovišta, oko 1159. godine i pravo grada. U 13. stoljeću grad se širi i dobiva bedeme. Ugarski kralj Matija Korvin zauzima grad koji mu služi kao jedno od glavnih uporišta za svoju kratku vladavinu nad Austrijom. Nakon što su Habsburgovci obnovili svoju vladavinu u Austriji, Sv. Hipolitu se ponovo daju gradska prava pri čemu dobiva veće povlastice.
U doba ratova s Turcima, gradski bedemi Sv. Hipolita uspješno odbijaju turske napade 1529. i 1683. godine. Poslije 1560. godine, s reformacijom, glavni dio stanovnika postaje protestantske vjeroispovijedi. Nakon 1573. godine slijedi protureformacija i rimokatolička obnova završena je oko 1623. godine. U 17. i 18. stoljeću grad doživljava barokni procvat i dobiva svoj povijesni izgled. Napoleon zauzima 1805. godine Sv. Hipolit i francuski vojnici ostaju u gradu sljedeće tri godine.
S gradnjom zapadne željeznice (Westbahn) 1858. godine Sveti Hipolit polako se razvijao u industrijski grad. Poslije 1903. godine nastaju prva velika poduzeća. Grad postaje veći i 1922. godine postaje tzv. statutarni grad, tj. sa zasebnim gradskim pravom. U Drugom svjetskom ratu skoro polovica grada bila je uništena. Obnova grada završena je 1955., a 1972. godine Sveti Hipolit je prešao granicu od 50.000 stanovnika.

## Demografije
Po procijeni iz 2016. godine, u gradu je živjelo 53.445 stanovnika. Prije više od jednog stoljeća, grad je imao 20.000 stanovnika. U prvoj polovini 20. stoljeća grad je brzo porastao tako da je do 1970-ih godina prešao 50.000 stanovnika. Posljednjih desetljeća grad demografski sporije raste, jer su se tijekom ovih vremena razvila predgrađa.

## Znamenitosti i kultura
Povijesno središte grada prepuno je vrijednih građevina, od kojih valja istaknuti katedralu, koja je izvorno bila samostanska crkva i renesansnu gradsku vijećnicu, koja je restaurirana u 18. stoljeću. Zatim samostan Institut der Englischen Fraulein i crkvu Prandtauer, djela lokalnog arhitekta Jakoba Prandtauera (1660. – 1726.), Biskupsku palaču (1636. – 1653.), franjevačku crkvu (1757. – 1768.) i augustinski samostan u obližnjem Herzogenburgu.

## Privreda i transport
Sankt Pölten je jedan od važnijih austrijskih željezničkih čvorišta i trgovački centar svoje neposredne okolice.

## Politika
Gradonačelnik je Matthias Stadler (SPÖ).

## Galerija
- Centar grada
- Katedrala
- Landhaus
- Festspielhaus
- Toranj "Klangturm"

## Vanjske poveznice
- Službena stranica grada